# 어모로
어모로(Eomo-ro)은 대한민국의 경상북도 김천시 어모면 중심부를 연결하는 도로이다.

## 노선 경로
- 남산교차로 - 국도 제3호선 (경상대로)
- (이름 없음) - 작점로
- 유점교차로 - 국도 제3호선 (경상대로)

## 주요 건물 및 시설
- 어모면사무소 - 경상북도 김천시 어모면 어모로 279
- 어모중학교 - 경상북도 김천시 어모면 어모로 560

## 같이 보기
- 국도 제3호선 (기존 도로)